# Jérôme Tharaud
Jérôme Tharaud cuyo nombre original fue Ernest Tharaud (18 de mayo de 1874 - 28 de enero de 1953) fue un escritor francés nacido en Saint-Junien (Haute-Vienne) y fallecido en Varengeville-sur-Mer. Fue miembro de la Academia Francesa, electo para el asiento número 31.

## Datos biográficos
Jérôme (1874-1953) y Jean Tharaud (1877-1952) su hermano, también académico, nacieron en el Lemosín del que se ufanaron toda su vida.
Ambos hermanos Tharaud fueron, aunque en distintos años, miembros de la Academia Francesa. La elección de Jérôme Tharaud planteó a los académicos un caso de conciencia: el escritor que habían elegido no era en efecto más que la mitad de un par de autores de una obra reconocida por todos aunque dos personajes no podían ocupar un solo asiento en la Academia. Jérôme fue elegido en 1938. La Segunda Guerra Mundial y después la ocupación nazi difirieron la elección de  Jean. Tras la Liberación, fue finalmente electo junto con Ernest Seillière, René Grousset, Octave Aubry y Robert d'Harcourt, el 14 de febrero de 1946, en la primera elección colectiva que se dio en la institución para llenar las vacantes propiciadas por el conflicto bélico. Tharaud fue recibido  el 12 de diciembre de 1946 para el asiento número 4, que había sido ocupado por Louis Bertrand, reuniéndose así con su hermano bajo la cúpula de los llamados "inmortales".

## Obra

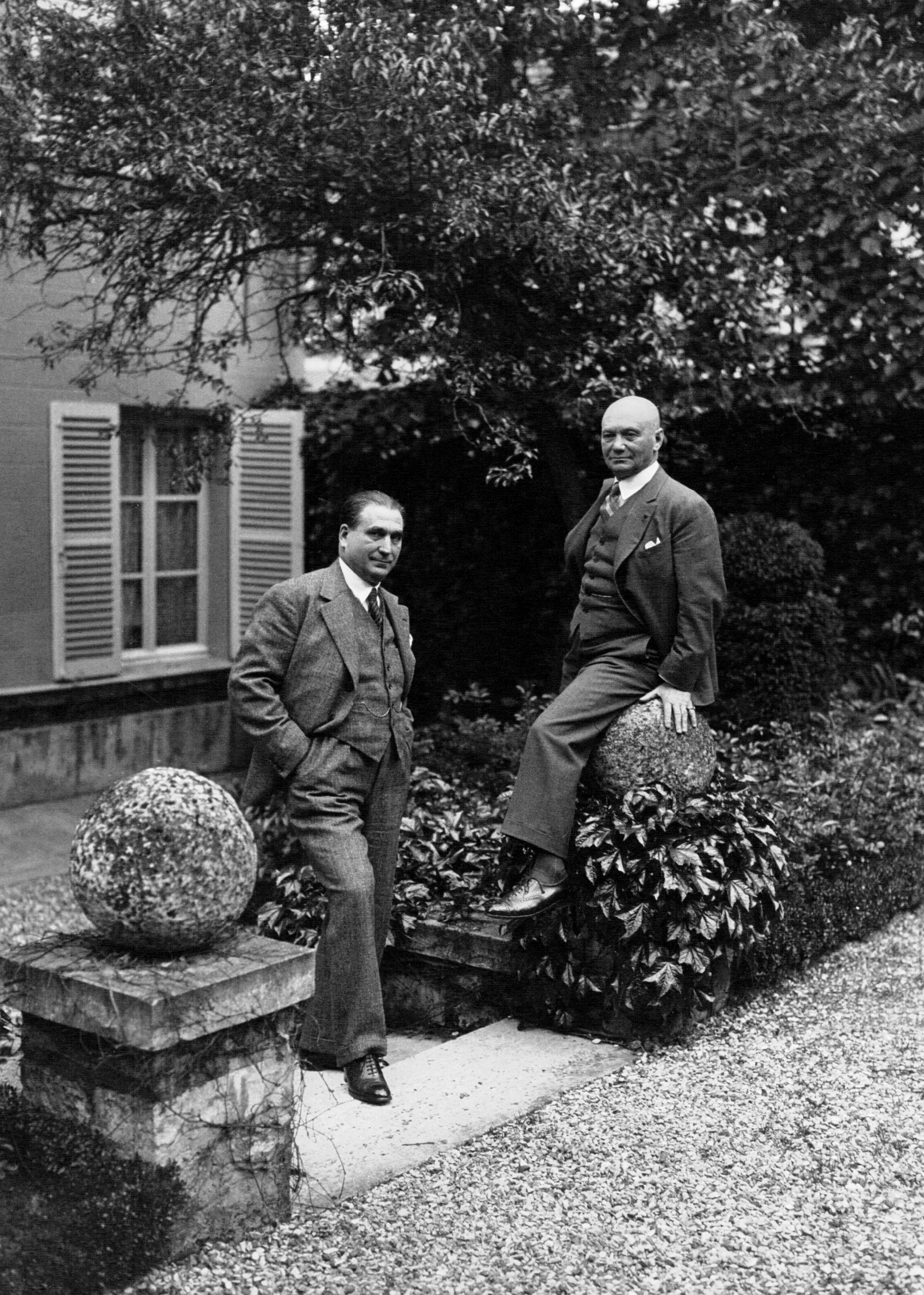
Jérôme y Jean Tharaud, 1932

En colaboración con su hermano Jean
- Le Coltineur débile (1898)
- La Lumière (1900)
- Dingley, l'illustre écrivain (1902, Premio Goncourt en 1906)
- Les Hobereaux (1904)
- L’Ami de l’ordre (1905)
- Les Frères ennemis (1906)
- Bar-Cochebas (1907)
- Déroulède (1909)
- La Maîtresse servante (1911)
- La Fête arabe (1912)
- La Tragédie de Ravaillac (1913)
- La Mort de Déroulède (1914)
- L’Ombre de la croix (1917), Plon 1920
- Rabat, ou les heures marocaines (1918)
- Marrakech ou les seigneurs de l’Atlas (1920)
- Quand Israël est roi (1921)
- L’invitation au voyage (1922)
- La randonnée de Samba Diouf (1922)
- La Maison des Mirabeau (1923)
- Le Chemin de Damas (1923)
- L’An prochain à Jérusalem (1924)
- Rendez-vous espagnols (1925)
- Un royaume de Dieu (1925)
- Causerie sur Israël (1926)
- Notre cher Péguy (1926)
- La Semaine sainte à Séville (1927)
- En Bretagne (1927)
- Mes années chez Barrès (1928)
- La Reine de Palmyre (1928)
- La Chronique des frères ennemis (1929)
- Fès ou les bourgeois de l’Islam (1930)
- L’Empereur, le philosophe et l’évêque (1930)
- L’Oiseau d’or (1931)
- Paris-Saïgon dans l’azur (1932)
- La Fin des Habsbourg (1933)
- La Jument errante (1933)
- Quand Israël n’est plus roi, Plon 1933
- Versailles (1934)
- Les Mille et un jours de l’Islam I : Les cavaliers d’Allah (1935)
- Le Passant d’Éthiopie (1936)
- Cruelle Espagne (1937)
- Alerte en Syrie (1937)
- L’Envoyé de l’Archange (1939)
- Le Miracle de Théophile (1945)
- Fumées de Paris et d’ailleurs (1946)
- Vieille Perse et jeune Iran (1947)
- Les Enfants perdus (1948)
- La Double confidence (1951)

Tres obras fueron presentadas como antisemitas por Laurent Joly en Vichy et la solution finale, Grasset 2006. 
- L’Ombre de la Croix, Plon 1920
- Quand Israël est roi, Plon 1921
- Quand Israël n’est plus roi, Plon 1933